# Christian Corrêa Dionisio
Christian Corrêa Dionisio, född 23 april 1975 i Porto Alegre i Brasilien, är en brasiliansk före detta fotbollsspelare.